# World Curling Tour 2010/2011
Cykl rozgrywek Asham World Curling Tour 2010/2011 rozpoczął się 10 września 2010 w szwajcarskim Baden męskim turniejem Baden Masters. W rywalizacji męskiej odbyło się 39 zawodów a w rozgrywkach kobiet 25. Jednocześnie z cyklem WCT został rozegrany Curling Champions Tour.
W tym sezonie nie został rozegrany Duluth Cash Spiel, do rozgrywek po rocznej przerwie powrócił wielkoszlemowy turniej kobiet – Sobeys Slam. Cykl tradycyjnie zakończył się podczas Players’ Championships.
W konkurencji kobiet ponownie najlepsza okazała się drużyna Jennifer Jones, która wygrała 3 turnieje (w tym Players’ Championships i Sobeys Slam) i zarobiła 76 069 dolarów kanadyjskich. Wśród zespołów męskich pierwsze miejsce zajął Mike McEwen, jego drużyna wygrała 6 turniejów w tym wielkoszlemowe World Cup of Curling i Canadian Open zarabiając łącznie 127 490 CAD.

## Mężczyźni
|    | Zawody                                                                       | Zwycięzca          | Finalista            | Liczba drużyn | Pula nagród   | Nagroda zwycięzcy |
| -- | ---------------------------------------------------------------------------- | ------------------ | -------------------- | ------------- | ------------- | ----------------- |
| 1  | Baden Masters Baden, 10–12 września 2010                                     | Thomas Lips        | Brad Gushue/Ferbey   | 20            | 29 000 (CHE)  | 10 500 (CHE)      |
| 2  | The Shoot-Out Edmonton, 16–19 września 2010                                  | Don Walchuk        | Ted Appelman         | 20            | 22 000 (CAD)  | 5 000 (CAD)       |
| 2  | AMJ Campbell Shorty Jenkins Classic Brockville, 16–19 września 2010          | Jean-Michel Ménard | Brad Jacobs          | 24            | 40 700 (CAD)  | 9 000 (CAD)       |
| 3  | Radisson Blu Oslo Cup Oslo, 23–26 września 2010                              | Niklas Edin        | Thomas Ulsrud        | 25            | 160 000 (NOK) | 60 000 (NOK)      |
| 3  | World Financial Group Classic Calgary, 24–27 września 2010                   | Dean Ross          | Don Walchuk          | 24            | 23 000 (CAD)  | 8 000 (CAD)       |
| 4  | Horizon Laser Vision Center Classic Regina, 1-4 października 2010            | Randy Bryden       | Carl deConinck Smith | 24            | 16 000 (CAD)  | (CAD)             |
| 4  | Twin Anchors Invitational Vernon, 1-4 października 2010                      | Kevin Koe          | Andriej Drozdow      | 24            | 37 000 (CAD)  | 8 000 (CAD)       |
| 4  | Swiss Cup Basel Bazylea, 1-4 października 2010                               | Andreas Kapp       | Christof Schwaller   | 32            | 40 000 (CHF)  | 13 000 (CHF)      |
| 5  | Manitoba Lotteries Men’s Fall Classic Brandon, 8–11 października 2010        | Scott Bitz         | Vic Peters           | 20            | 40 000 (CAD)  | 12 000 (CAD)      |
| 5  | Westcoast Curling Classic New Westminster, 8–11 października 2010            | Kevin Martin       | Kevin Koe            | 32            | 80 000 (CAD)  | 20 000 (CAD)      |
| 6  | St. Paul Cash Spiel Saint Paul, 15–17 października 2010                      | Tyler George       | Bryan Burgess        | 24            | 13 500 (USD)  | 4 000 (USD)       |
| 6  | Meyers Norris Penny Charity Classic Medicine Hat, 15–18 października 2010    | Pat Simmons        | Ted Appelman         | 28            | 43 000 (CAD)  | 12 000 (CAD)      |
| 7  | Challenge Casino Lac Leamy Gatineau, 20–24 października 2010                 | Serge Reid         | Jean-Michel Ménard   | 24            | 35 000 (CAD)  | 8 000 (CAD)       |
| 7  | Bern Open Berno, 22–24 października 2010                                     | Thomas Lips        | Hammy McMillan       | 32            | 42 000(CHF)   | 12 500 (CHF)      |
| 7  | Canad Inns Prairie Classic Portage, 22–25 października 2010                  | Mike McEwen        | Jeff Stoughton       | 32            | 58 000 (CAD)  | 18 000 (CAD)      |
| 8  | Cactus Pheasant Classic Brooks, 28-30 października 2010                      | Kevin Martin       | Glenn Howard         | 24            | 70 000 (CAD)  | 22 000 (CAD)      |
| 9  | World Cup of Curling Windsor, 3-7 listopada 2010                             | Mike McEwen        | Jeff Stoughton       | 14            | 100 000 (CAD) | 24 000 (CAD)      |
| 9  | Red Deer Curling Classic Red Deer, 5-8 listopada 2010                        | Jason Montgomery   | Brent Bawel          | 24            | 32 000 (CAD)  | 9 000 (CAD)       |
| 10 | Whites Drug Store Classic Swan River, 11–14 listopada 2010                   | Kevin Martin       | Darrell McKee        | 24            | 44 000 (USD)  | 10 000 (USD)      |
| 10 | Lucerne Curling Trophy Lucerna, 11–14 listopada 2010                         | Andreas Kapp       | Tom Brewster         | 20            | 25 000 (CHF)  | 10 333 (CAD)      |
| 11 | Skookum WCT Cash Spiel Whitehorse, 18–21 listopada 2010                      | Kevin Koe          | Greg McAulay         | 18            | 42 000 (CAD)  | 12 000 (CAD)      |
| 11 | Interlake Pharmacy Classic Stonewall, 19–22 listopada 2009                   | Reid Carruthers    | David Bohn           | 18            | 21 000 (CAD)  | 7 500 (CAD)       |
| 11 | Sun Life Classic Brantford, 19–22 listopada 2010                             | Mike McEwen        | Randy Ferbey         | 32            | 43 000 (CAD)  | 10 (CAD)          |
| 11 | Wainwright Roaming Buffalo Classic Wainwright, 19–22 listopada 2010          | Robert Schlender   | Jamie Fletcher       | 26            | 45 000 (CAD)  | 12 000 (CAD)      |
| 12 | Challenge Casino de Charlevoix Clermont, 26–29 listopada 2010                | Mike McEwen        | Serge Reid           | 18            | 37 000 (CAD)  | 12 000 (CAD)      |
| 12 | Edinburgh International Curling Championships Edynburg, 26–28 listopada 2010 | Graham Shaw        | Hammy McMillan       | 24            | 10 000 (GBP)  | 4 000 (GBP)       |
| 12 | Point Optical Curling Classic Saskatoon, 26–29 listopada 2010                | Dave Elias         | Randy Bryden         | 28            | 60 000 (CAD)  | 15 000 (CAD)      |
| 12 | Labatt Crown of Curling Kamloops, 26–29 listopada 2010                       | Bob Ursel          | Steve Petryk         | 24            | 34 000(CAD)   | 8 000 (CAD)       |
| 12 | Seattle Cash Spiel Seattle, 26–28 listopada 2010                             | Brad Hannah        | Leon Romaniuk        | 16            | 13 500(USD)   | 4 081 (CAD)       |
| 13 | Laphroaig Scotch Open Madison, 3-5 grudnia 2009                              | Todd Birr          | Matt Hamilton        | 30            | 16 000 (USD)  | 3 600 (USD)       |
| 13 | Dauphin Clinic Pharmacy Classic Dauphin, 3-6 grudnia 2009                    | Rae Kujanpaa       | Brent Gedak          | 32            | 30 000 (CAD)  | 8 000 (CAD)       |
| 15 | The National Vernon, 15–19 grudnia 2010                                      | Kevin Martin       | Jeff Stoughton       | 18            | 100 000 (CAD) | 24 000 (CAD)      |
| 15 | Curl Mesabi Cash Spiel Eveleth, 17–19 grudnia 2010                           | Jeff Currie        | John Benton          | 32            | 20 000 (USD)  | 5 082 (CAD)       |
| 18 | Ramada Perth Masters Perth, 6-9 stycznia 2011                                | Mike McEwen        | Duncan Fernie        | 32            | 15 000 (GBP)  | 5 000 (GBP)       |
| 19 | Canadian Open Oshawa, 26-30 stycznia 2011                                    | Mike McEwen        | Glenn Howard         | 18            | 100 000 (CAD) | 25 000 (CAD)      |
| 27 | DEKALB Superspiel Edmonton, 17–21 marca 2011                                 | Kevin Koe          | Mike McEwen          | 16            | 22 000 (CAD)  | 9 000 (CAD)       |
| 29 | Victoria Curling Classic Invitational Victoria, 31 marca-3 kwietnia 2011     | Glenn Howard       | Brock Virtue         | 16            | 72 000 (CAD)  | 22 000 (CAD)      |
| 30 | Players’ Championship Grande Prairie, 12 – 18 kwietnia 2011                  | Kevin Martin       | Niklas Edin          | 16            | 100 000 (CAD) | 25 000 (CAD)      |

## Kobiety
|    | Zawody                                                                             | Zwycięzca         | Finalista             | Liczba drużyn | Pula nagród   | Nagroda zwycięzcy |
| -- | ---------------------------------------------------------------------------------- | ----------------- | --------------------- | ------------- | ------------- | ----------------- |
| 2  | The Shoot-Out Edmonton, 26–19 września 2010                                        | Heather Nedohin   | Cathy King            | 24            | 17 000 (CAD)  | 4 000 (CAD)       |
| 2  | AMJ Campbell Shorty Jenkins Classic Brockville, 16–19 września 2010                | Rachel Homan      | Tracy Horgan          | 12            | 16 400 (CAD)  | 5 500 (CAD)       |
| 3  | Radisson Blu Oslo Cup Oslo, 23–26 września 2010                                    | Mirjam Ott        | Anna Hasselborg       | 20            | 100 000 (NOK) | 40 000 (NOK)      |
| 3  | Schmirler Curling Classic presented by Bank of America Regina, 24–27 września 2010 | Amber Holland     | Sherry Middaugh       | 30            | 47 000 (CAD)  | 12 200 (CAD)      |
| 4  | Twin Anchors Invitational Vernon, 30 września-3 października 2010                  | Cheryl Bernard    | Ludmiła Priwiwkowa    | 24            | 35 000 (CAD)  | 7 500 (CAD)       |
| 5  | REMAX Masters Basel Bazylea, 8–10 października 2010                                | Andrea Schöpp     | Anna Hasselborg       | 24            | 30 000 (CHF)  | 10 000 (CHF)      |
| 5  | Curlers Corner Autumn Gold Curling Classic Calgary, 8–11 października 2010         | Wang Bingyu       | Desirée Owen          | 32            | 52 000 (CAD)  | 14 000 (CAD)      |
| 6  | Meyers Norris Penny Charity Classic Medicine Hat, 15–18 października 2010          | Jessie Kaufman    | Eve Muirhead          | 32            | 25 000 (CAD)  | 8 000 (CAD)       |
| 7  | Grasshopper Women’s Masters Zurych, 22–24 października 2010                        | Mirjam Ott        | Ludmiła Priwiwkowa    | 12            | 27 500 (CHF)  | 13 000 (CHF)      |
| 7  | Manitoba Lotteries Women’s Curling Classic Winnipeg, 22–25 października 2010       | Chelsea Carey     | Cathy Overton-Clapham | 32            | 60 000 (CAD)  | 15 000 (CAD)      |
| 8  | Colonial Square Ladies Classic Saskatoon, 29 października–1 listopada 2010         | Stefanie Lawton   | Jennifer Jones        | 32            | 35 000 (CAD)  | 10 000 (CAD)      |
| 9  | Royal LePage OVCA Women’s Fall Classic Kemptville, 4-7 listopada 2010              | Christine McCrady | Tracy Horgan          | 24            | 15 000 (CAD)  | 4 500 (CAD)       |
| 9  | Stockholm Ladies Cup Danderyd, 4-7 listopada 2010                                  | Mirjam Ott        | Anna Hasselborg       | 16            | 75 750 (SEK)  | 27 000 (SEK)      |
| 9  | Red Deer Curling Classic Red Deer, 5-8 listopada 2010                              | Shannon Kleibrink | Jessie Kaufman        | 32            | 34 000 (CAD)  | 9 500 (CAD)       |
| 10 | Sobeys Slam New Glasgow, 10–14 listopada 2010                                      | Jennifer Jones    | Chelsea Carey         | 24            | 60 000 (CAD)  | 12 000 (CAD)      |
| 11 | Interlake Pharmacy Classic Stonewall, 19–22 listopada 2010                         | Shauna Streich    | Jill Thurston         | 16            | 11 250 (CAD)  | 5 000 (CAD)       |
| 11 | Sun Life Classic Brantford, 20–23 listopada 2010                                   | Jennifer Jones    | Kelly Scott           | 32            | 48 000 (CAD)  | 12 000 (CAD)      |
| 12 | Labatt Crown of Curling Kamloops, 26 – 29 listopada 2010                           | Allison MacInnes  | Marla Mallett         | 15            | 34 000(CAD)   | 7 000 (CAD)       |
| 12 | International ZO Womens Tournament Wetzikorn, 26–28 listopada 2010                 | Mirjam Ott        | Binia Feltscher-Beeli | 24            | 16 000 (CHF)  | 6 000 (CHF)       |
| 12 | Boundary Ford Curling Classic Lloydminster, 26 listopada–29 listopada 2010         | Shannon Kleibrink | Heather Nedohin       | 26            | 25 600 (CAD)  | 7 000 (CAD)       |
| 17 | International Bernese Ladies Cup Berno, 14–16 stycznia 2011                        | Lene Nielsen      | Shinobu Aota          | 32            | (CHF)         | 3 500 (CHF)       |
| 18 | Glynhill Ladies International Glasgow, 21–23 stycznia 2011                         | Anna Hasselborg   | Mirjam Ott            | 24            | 8 000 (GBP)   | 2 500 (GBP)       |
| 27 | DEKALB Superspiel Morris, 17–21 marca 2011                                         | Chelsea Carey     | Michelle Montford     | 16            | 18 200 (CAD)  | 7 000 (CAD)       |
| 29 | Victoria Curling Classic Invitational Victoria, 31 marca-3 kwietnia 2011           | Jennifer Jones    | Shannon Kleibrink     | 8             | 18 000 (CAD)  | 8 000 (CAD)       |
| 30 | Players’ Championships Grande Prairie, 12–18 kwietnia 2011                         | Jennifer Jones    | Chelsea Carey         | 16            | 100 000 (CAD) | 25 000 (CAD)      |

## Rankingi
| #  | Drużyna                  | CAD$    |
| -- | ------------------------ | ------- |
| 1  | Mike McEwen              | 127 490 |
| 2  | Kevin Martin             | 125 500 |
| 3  | Glenn Howard             | 85 900  |
| 4  | Kevin Koe                | 84 000  |
| 5  | Jeff Stoughton           | 75 250  |
| 6  | Pat Simmons              | 51 800  |
| 7  | Niklas Edin              | 47 727  |
| 8  | Rob Fowler               | 41 750  |
| 9  | Jim Cotter               | 34 250  |
| 10 | Randy Ferbey/Brad Gushue | 33 348  |

| #  | Drużyna           | CAD$   |
| -- | ----------------- | ------ |
| 1  | Jennifer Jones    | 76 069 |
| 2  | Chelsea Carey     | 43 000 |
| 3  | Heather Nedohin   | 40 100 |
| 4  | Mirjam Ott        | 36 282 |
| 5  | Shannon Kleibrink | 34 400 |
| 6  | Stefanie Lawton   | 29 200 |
| 7  | Eve Muirhead      | 27 338 |
| 8  | Rachel Homan      | 27 300 |
| 9  | Desiree Owen      | 24 400 |
| 10 | Jessie Kaufman    | 23 900 |